# Пауэлл, Дэниэл (парадзюдоист)
Дэниэл Пауэлл (англ. Daniel Powell; род. 4 мая 1991 года, Ливерпуль, Великобритания) — британский дзюдоист-паралимпиец. Серебряный призёр летних Паралимпийских игр 2024 в Париже.

## Биография
Отец Дэниэла — Теренс Пауэлл и старший брат Марк Пауэлл также занимались паралимпийским дзюдо. Теренс Пауэлл принимал участие на Паралимпийских играх в 1988, 1996 и 2000 годах, завоевав «бронзу» Паралимпиады-1996 в Атланте в весовой категории до 95 кг. Марк участвовал на Паралимпиаде-2012 в Лондоне. Дэниэл начал заниматься дзюдо в 10 лет, когда его отец открыл клуб дзюдо в Ливерпуле.
31 августа 2012 года принял участие на Паралимпиаде в Лондоне в весовой категории до 81 кг. В 1/8 финала проиграл немцу Маттиасу Кригеру. В утешительных схватках за бронзовые медали сначала победил бразильца Харлли Перейру, затем уступил кубинцу Исао Рафаэлю Крусу Алонсо и не прошёл в схватку за третье место.
31 августа 2021 года принял участие на летних Паралимпийских играх 2020 в Токио в весовой категории до 81 кг. В 1/8 финала победил бразильца Харлли Перейру, в четвертьфинале проиграл азербайджанцу Гусейну Рагимли. В утешительном матче проиграл французу Натану Пети и вновь завершил выступление на Паралимпиаде в шаге от матча за «бронзу».
7 сентября 2024 года участвовал на летних Паралимпийских играх 2024 в Париже в весовой категории до 90 кг (класс J1). В четвертьфинале победил иранского дзюдоиста Мусу Голамишафию, в полуфинале — француза Сирила Жонара. В финале проиграл бразильцу Артуру Кавалканте да Силве и завоевал серебряную медаль Паралимпийских игр.

## Основные спортивные результаты
| Год  | Турнир                          | Место проведения | Категория    | Место |
| ---- | ------------------------------- | ---------------- | ------------ | ----- |
| 2012 | Летние Паралимпийские игры 2012 | Лондон           | до 81 кг     | 7     |
| 2018 | Чемпионат мира                  | Одивелаш         | до 81 кг     | 14    |
| 2021 | Летние Паралимпийские игры 2020 | Токио            | до 81 кг     | 7     |
| 2022 | Чемпионат мира                  | Баку             | до 90 кг, J1 | 2     |
| 2023 | Чемпионат Европы                | Роттердам        | до 90 кг, J1 | 2     |
| 2024 | Летние Паралимпийские игры 2024 | Париж            | до 90 кг, J1 | 2     |
| 2025 | Чемпионат мира                  | Астана           | до 95 кг, J1 | 1     |